# Lil' Flip
Wesley Eric Weston (Houston, 3 maart 1981), beter bekend onder zijn alias Lil' Flip, is een Amerikaanse rapper.
Lil' Flip werd ontdekt door DJ Screw en sloot zich later aan bij diens Screwed Up Click. DJ Screw riep hem uit tot The Freestyle King vanwege zijn lange en vele 'freestyles'.
Na de verschijning van Flips eerste album, The Leprechaun, waarvan ruim 100.000 exemplaren werden verkocht, werd hij plaatselijk bekend. Hij tekende toen een contract bij Def Jam South, waar hij echter vertrok voordat hij zijn tweede album kon uitbrengen.
Zijn tweede album Underground Legend verscheen bij Loud Records.
Twee jaar later bracht Lil' Flip zijn derde album (en tevens derde dubbel-cd) uit: U Gotta Feel Me, toen onder Sony Records. Dit album sloeg landelijk aan.

## Discografie
- 2000: The Leprechaun
- 2002: Underground Legend
- 2004: U Gotta Feel Me
- 2007: I Need Mine

- Bibliothèque nationale de France: cb14576947m (data)
- Gemeinsame Normdatei: 135366496
- International Standard Name Identifier: 0000 0000 5521 4728
- Library of Congress Control Number: no2004041628
- MusicBrainz: 981d39fc-bd00-4cc6-ac67-6410f8b89098
- Système universitaire de documentation: 083988491
- Virtual International Authority File: 56855457
- WorldCat: E39PBJqbmtw4CbDFJyPpPG34v3